# Стеблин, Павел Григорьевич
Сте́блин Па́вел Григо́рьевич (11 апреля 1947 — 25 декабря 2002) — инженер-кораблестроитель, в 1989—2002 годах директор судоремонтного завода «Нерпа».

## Биография
Павел Григорьевич родился в 1947 году в г. Папа (Венгрия) в семье военнослужащего.
Окончил Николаевский кораблестроительный институт.
Работал на судоремонтном заводе «Нерпа» (Мурманская область) в должностях от помощника мастера до директора.
Был членом Совета директоров ОАО «Арктикбанк».
Лауреат премии Совета Министров СССР. Награждён орденами Трудового Красного Знамени, «За заслуги перед Отечеством» IV степени.
Скончался в 2002 году во время сложных работ по утилизации АПЛ «Курск», которая проходила на СРЗ «Нерпа».

## Память
- Именем Стеблина названа улица в городе Снежногорск.
- В 2005 году администрацией СРЗ Нерпа утверждена премия имени Павла Стеблина, которую получают лучшие выпускники ЗАТО Александровск[3].
- В посёлке Спутник ежегодно проходит снайперский турнир памяти В. Г. Стеблина[4].